# Marienlunds Allé (Aarhus)
 Ikke at forveksle med Marienlundsvej (Aarhus).
 Der er flere lokaliteter med dette navn, se Marienlunds Allé.
Marienlunds Allé er en gade i det nordlige Aarhus beliggende mellem Skovvangsvej og Dronning Margrethes Vej i kvarteret Marienlund ved Trøjborg. Sammen med nabovejen Rugbakkevej, er gaden en del af Havebyen Skovbakken fra 1920, der også omfatter Skovfaldet og Dronning Margrethes Vej.
Havebyen er tegnet af arkitekt A. Høgh-Hansen. Marienlunds Allé og Rugbakkevej er inspireret af de engelske tanker om "havebyen" og udarbejdet for Arbejdernes Andelsboligforening. Oprindeligt blev bebyggelsen opført med 29 dobbelthuse. 
Frem til 1971 kørte der sporvogne på Marienlunds Allé.